# Zygodon subsquarrosus
Zygodon subsquarrosus là một loài rêu trong họ Orthotrichaceae. Loài này được Broth. ex Malta mô tả khoa học đầu tiên năm 1926.